# Фред Клаус, брат Санты
«Фред Клаус, брат Санты» (англ. Fred Claus) — американская рождественская кинокомедия 2007 года режиссёра Дэвида Добкина с Винсом Воном, Полом Джаматти, Кевином Спейси, Рэйчел Вайс, Кэти Бэйтс и Мирандой Ричардсон в главных ролях.

## Сюжет
Фред Клаус — брат Санты, который является его полной противоположностью. Он рос в тени своего брата Ника и, в конце концов, превратился в человека, потерявшего веру в Рождество. Однажды Фреду приходится лететь на Северный Полюс, где он обнаруживает, что его брат попал в беду — эксперт по эффективности решает навсегда уничтожить Рождество, ну а Фреду предстоит всё исправить.

## В ролях
| Актёр              | Роль                              |
| ------------------ | --------------------------------- |
| Винс Вон           | Фредерик «Фред» Клаус             |
| Пол Джаматти       | Николас «Ник» Клаус / Санта-Клаус |
| Миранда Ричардсон  | Аннет Клаус                       |
| Кэти Бэйтс         | мама Клаус                        |
| Тревор Пикок       | папа Клаус                        |
| Рэйчел Вайс        | Ванда                             |
| Кевин Спейси       | Клайд                             |
| Элизабет Бэнкс     | Шарлин                            |
| Бобби Дж. Томпсон  | Сэмюэл «Слэм» Гиббонс             |
| Джон Майкл Хиггинс | Уилли                             |
| Ludacris           | DJ Донни                          |
| Аллан Кордюнер     | доктор Гольдфарб                  |
| Лиам Джеймс        | двенадцатилетний Фред             |
| Дилан Миннетт      | ребёнок из детского дома          |
| Фрэнк Сталлоне     | в роли самого себя                |
| Роджер Клинтон     | в роли самого себя                |
| Стивен Болдуин     | в роли самого себя                |
| Джеффри Дин Морган | человек на парковке               |